# Rorippa microtitis
Rorippa microtitis là một loài thực vật có hoa trong họ Cải. Loài này được (B.L. Rob.) Rollins miêu tả khoa học đầu tiên năm 1957.